# Prasetín
Prasetín (německy Prasetin) je malá vesnice, část obce Dolní Hořice v okrese Tábor v Jihočeském kraji. Nachází se asi čtyři kilometry východně od Dolních Hořic. Prasetín je také název katastrálního území o rozloze 3,4 km².

## Historie
První písemná zmínka o vesnici pochází z roku 1378.

## Obyvatelstvo
| Rok            | 1869 | 1880 | 1890 | 1900 | 1910 | 1921 | 1930 | 1950 | 1961 | 1970 | 1980 | 1991 | 2001 | 2011 | 2021 |
| -------------- | ---- | ---- | ---- | ---- | ---- | ---- | ---- | ---- | ---- | ---- | ---- | ---- | ---- | ---- | ---- |
| Počet obyvatel | 226  | 257  | 291  | 258  | 248  | 275  | 259  | 169  | 157  | 125  | 97   | 71   | 55   | 50   | 63   |
| Počet domů     | 21   | 25   | 27   | 32   | 36   | 38   | 43   | 46   | 39   | 37   | 33   | 42   | 42   | 41   | 36   |

## Obecní správa
Při sčítání lidu v letech 1850–1976 Prasetín byl samostatnou obcí, se kterým patřil nejprve do okresu Pelhřimov, ale v roce 1950 v okrese Pacov a od roku 1960 v okrese Tábor. Od 1. dubna 1976 je částí obce Dolní Hořice v okrese Tábor. V letech 1850–1920 a od 26. listopadu 1971 do 31. března 1976 k obci patřily Hartvíkov a Oblajovice a v letech 1850–1949 také Lejčkov.

## Pamětihodnosti
- Rozcestník

## Galerie

Prasetín
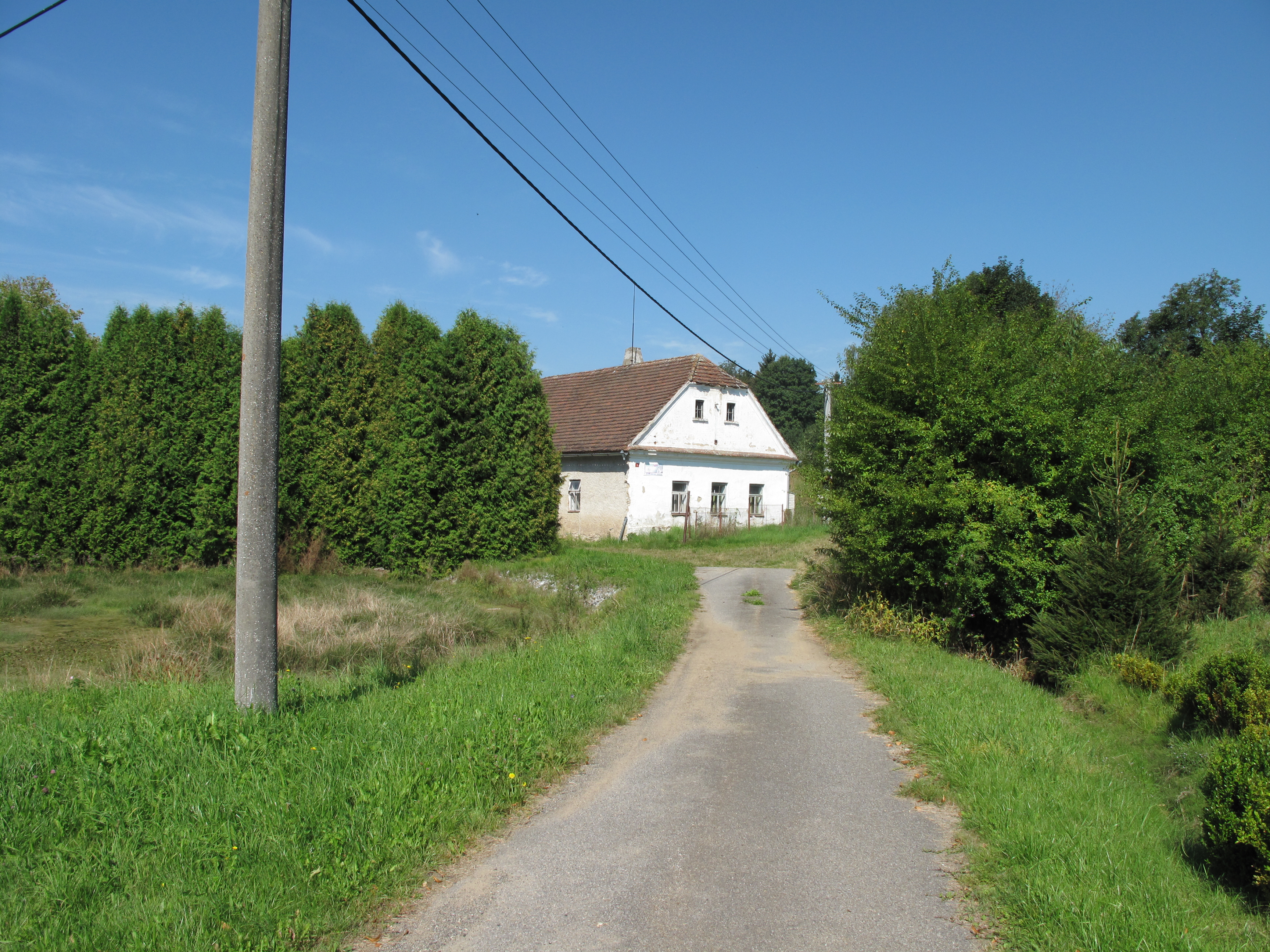
Cesta a dům
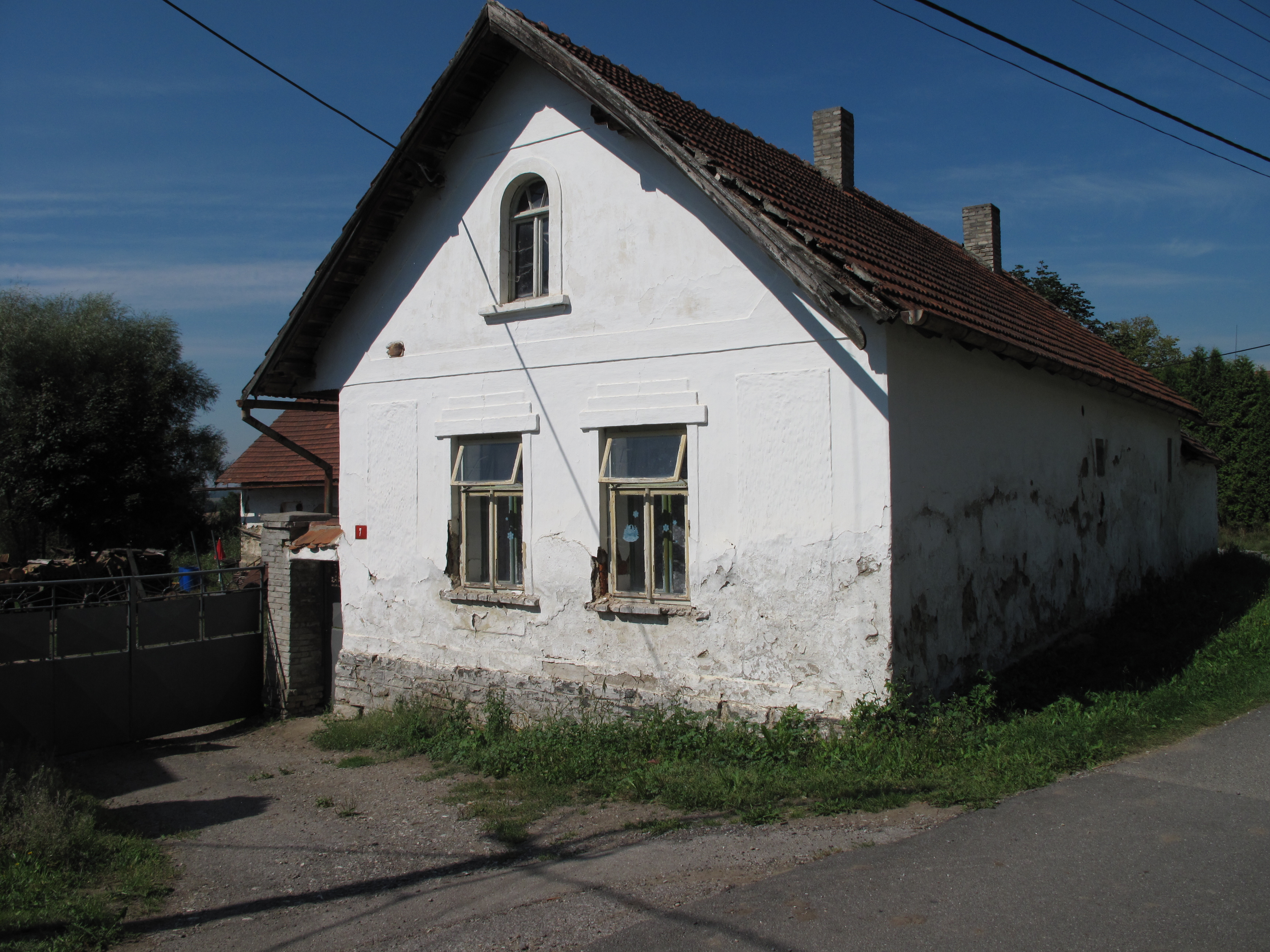
Chalupa
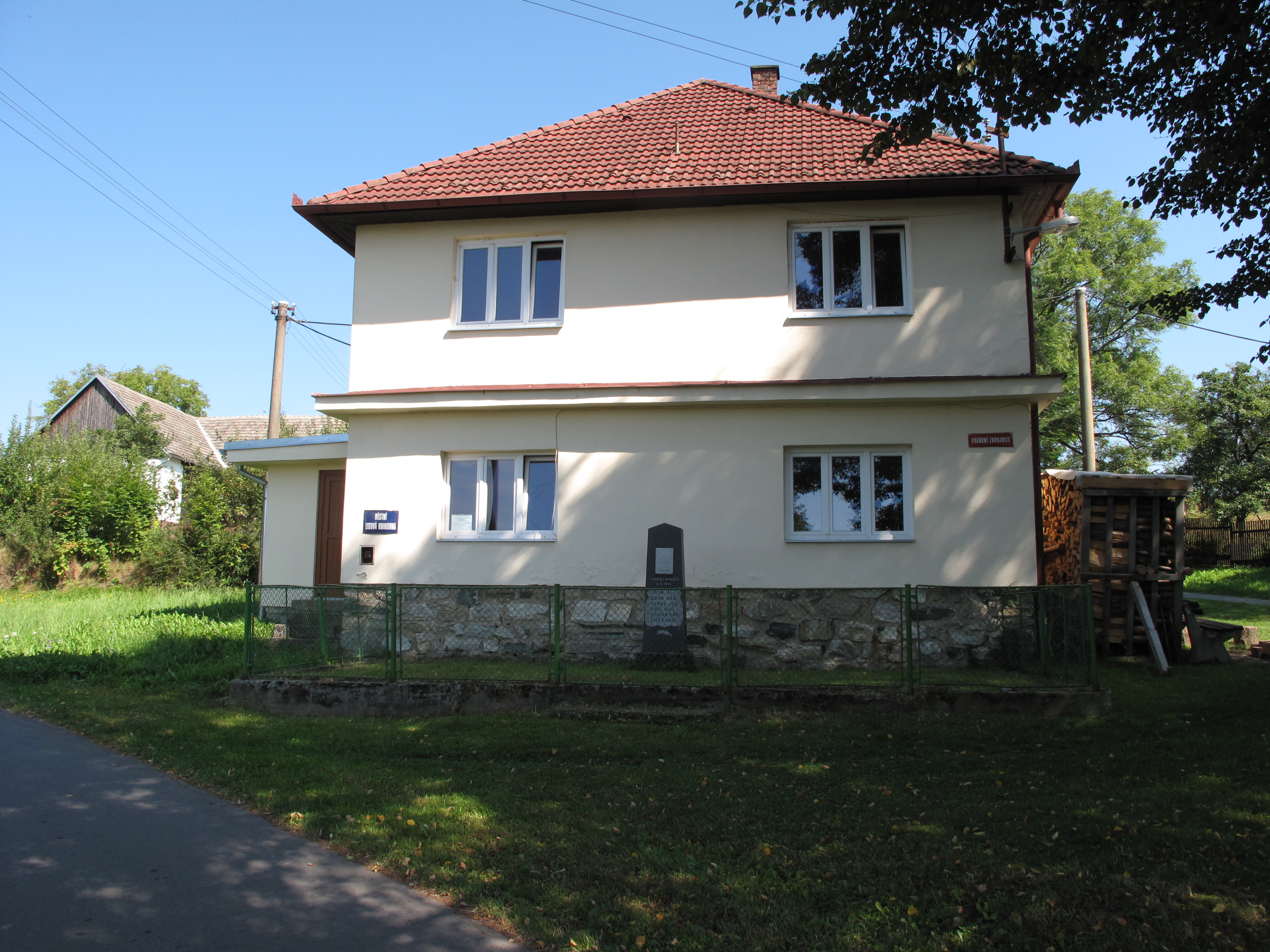
Knihovna
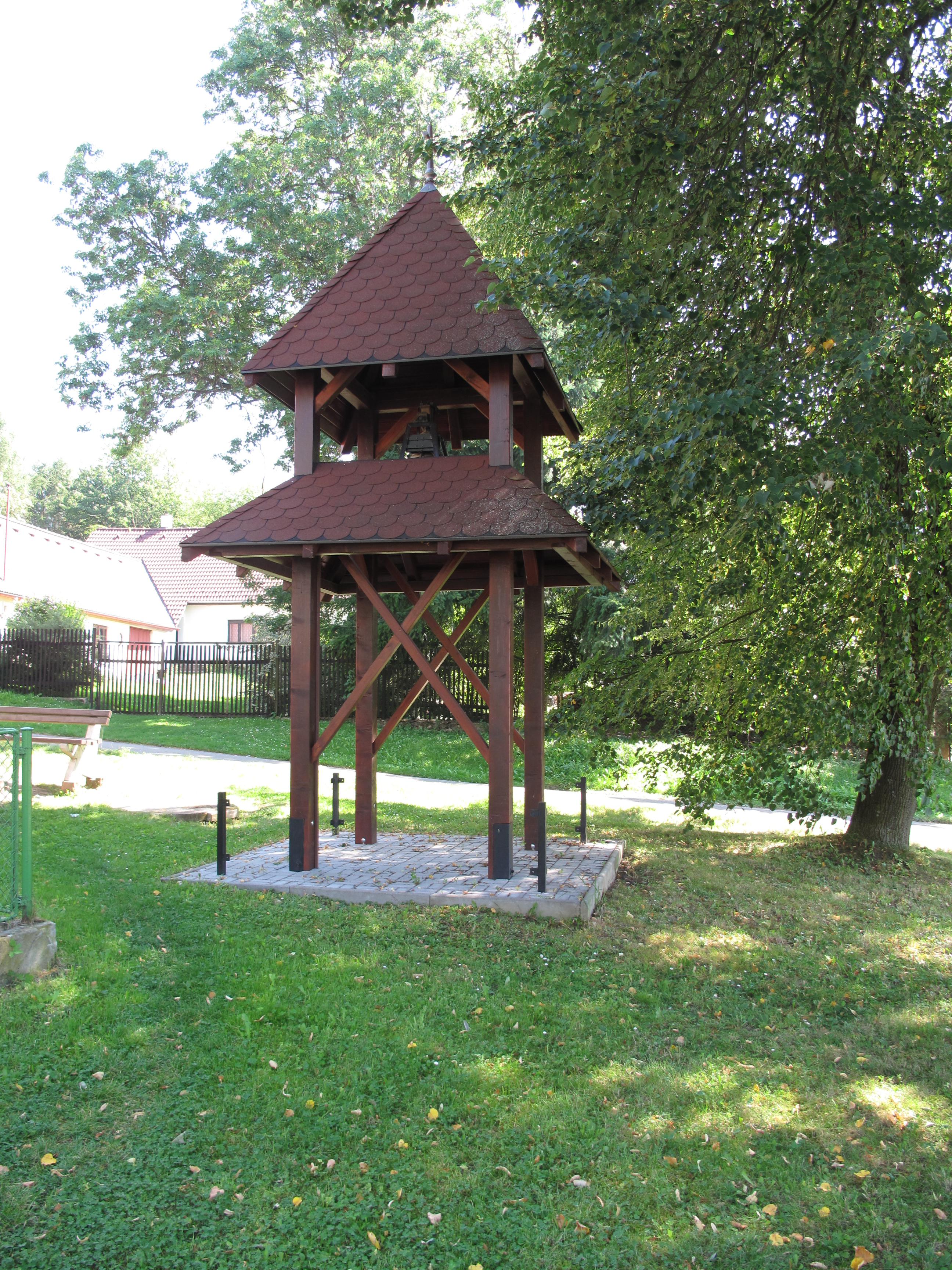
Zvonice
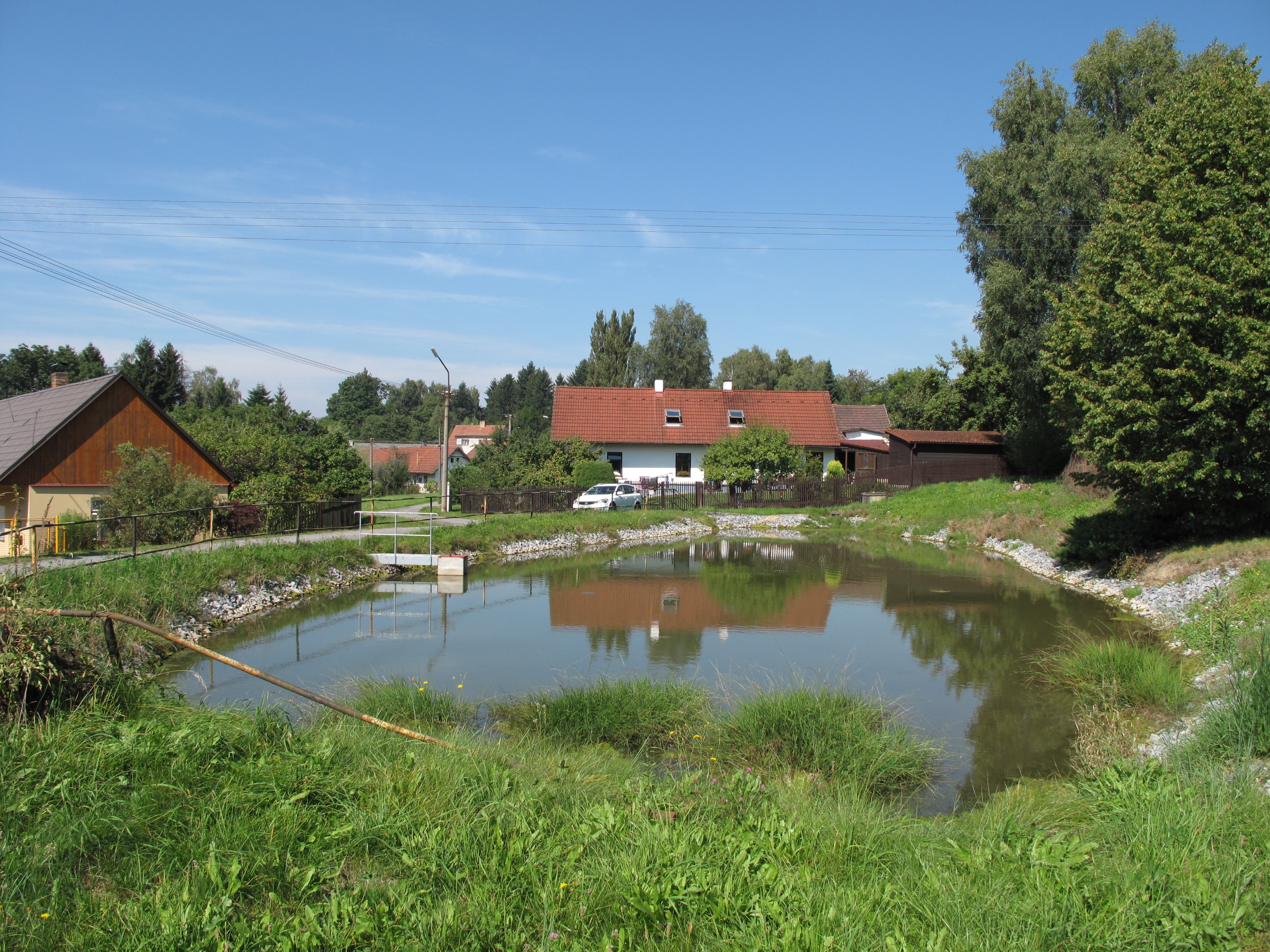
Rybník
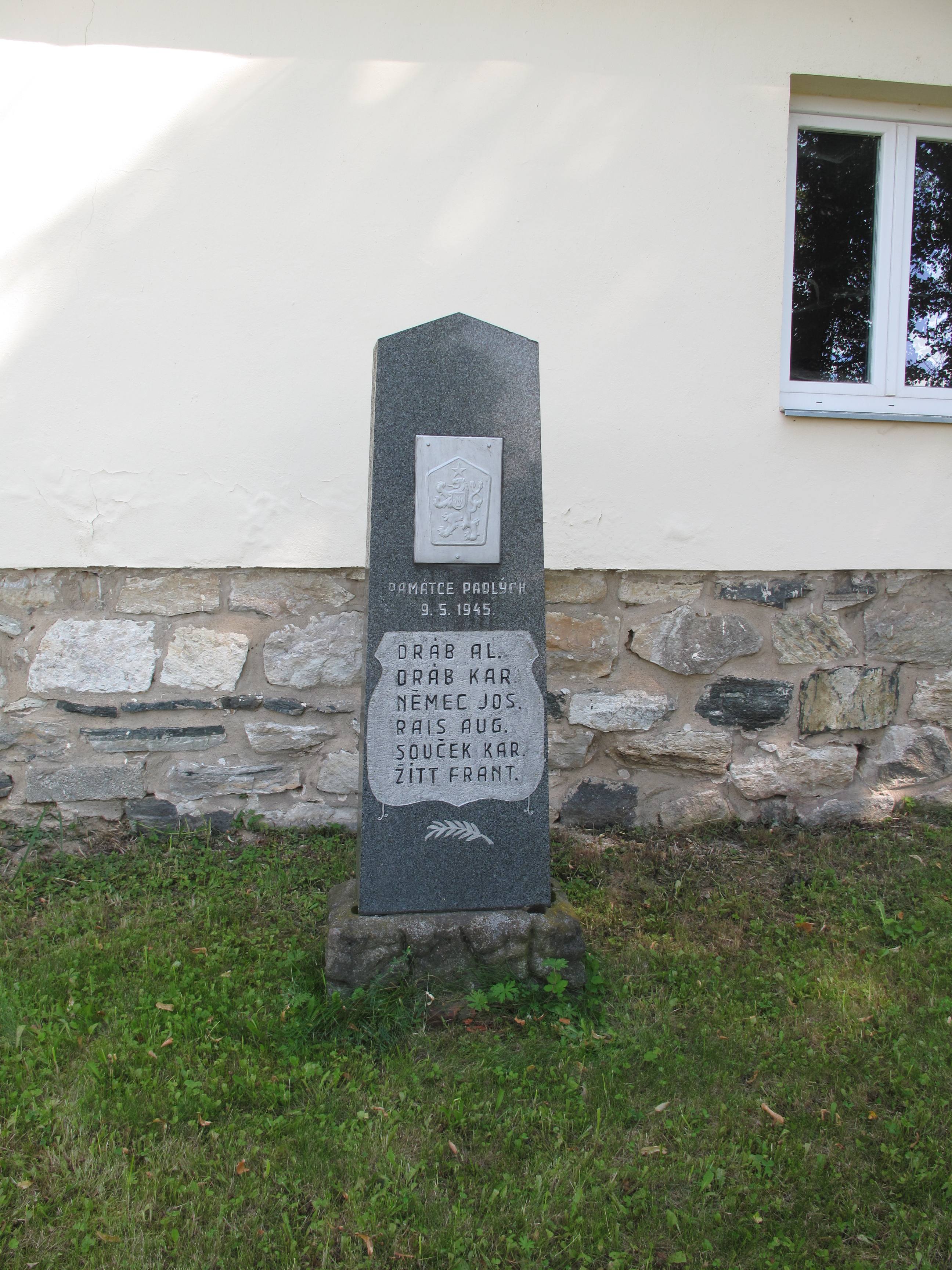
Pomník